# طوابع الجزائر 1966
يُسجل هذا المقال الطوابع البريدية الجزائرية التي أصدرتها إدارة البريد في عام 1966.

## العموميات
تحمل الإصدارات عبارة « اَلْجُمهُورِيَّة اَلْجَزَائِرِيَّة اَلدِّيمُقرَاطِيَّة اَلشَّعبِيَّة » و« البريد » باللغة العربية. أما باللغة الفرنسية فهناك عبارتان هما « Algérie » والتي تعني الجزائر و« Postes » والتي تعني البريد، بالإضافة إلى قيمة اسمية محددة بالدينار جزائري

## قائمة الطوابع الصادرة
| 062 |  | الرسوم الصخرية للطاسيلي ناجر - البقر السحري القيمة الاسمية: 1 دينار جزائري الكمية المطبوعة: 500٬000 طابع بريد تاريخ الإصدار: 29 يناير 1966 تاريخ السحب: 31 ديسمبر 1968 الطول: 45 مليمتر الارتفاع: 38 مليمتر التسنين: تثقيب ½11 الرسام: جورج لو بواتفين الطابع: |  | الوصف صدر هذا الطابع في 29 يناير 1966 بقيمة اسمية 1.00 دج، ويُظهر رسماً صخرياً لما يُعرف بـ"البقرة السحرية"، وهي إحدى أبرز الرسوم الموجودة في مرتفعات طاسيلي ناجر، وتُعد رمزاً من رموز الطقوس المرتبطة بالزراعة والخصوبة في عصور ما قبل التاريخ. من تصميم جورج لو بواتفين وطباعة Choix-Desfossés، بعدد نسخ 500,000 نسخة، وسُحب من التداول في 31 ديسمبر 1968. |

| 063 |  | الرسوم الصخرية للطاسيلي ناجر - الراعي الفولاني القيمة الاسمية: 1 دينار جزائري الكمية المطبوعة: 500٬000 طابع بريد تاريخ الإصدار: 29 يناير 1966 تاريخ السحب: 31 ديسمبر 1968 الطول: 38 مليمتر الارتفاع: 45 مليمتر التسنين: تثقيب ½11 الرسام: جورج لو بواتفين الطابع: |  | الوصف يُظهر رسماً صخرياً لراعي ماشية من العرق الفولاني، يعود لما قبل آلاف السنين. يُجسد هذا الرسم مهارات الإنسان القديم في تربية الحيوانات ويُبرز الروابط الثقافية القديمة بين شمال أفريقيا وغربها. صدر في 29 يناير 1966 بقيمة 1.00 دج، من نفس المصممين والطابعة، وبنفس عدد النسخ. |

| 064 |  | الرسوم الصخرية للطاسيلي ناجر - نعامات القيمة الاسمية: 2 دينار جزائري الكمية المطبوعة: 500٬000 طابع بريد تاريخ الإصدار: 29 يناير 1966 تاريخ السحب: 31 ديسمبر 1968 الطول: 45 مليمتر الارتفاع: 38 مليمتر التسنين: تثقيب ½11 الرسام: جورج لو بواتفين الطابع: |  | الوصف يمثل الطابع صورة نعامات بأسلوب فني بدائي من رسوم منطقة الصحراء الكبرى. هذا الطابع هو الأعلى قيمة ضمن المجموعة من حيث الرسوم الفنية الدقيقة للخطوط المنقطة. صدر في 29 يناير 1966، بقيمة 2.00 دج، طُبع بعدد 500,000 نسخة، وسُحب من التداول في 31 ديسمبر 1968. |

| 065 |  | الرسوم الصخرية للطاسيلي ناجر - فتيات فولانيات القيمة الاسمية: 3 دينار جزائري الكمية المطبوعة: 500٬000 طابع بريد تاريخ الإصدار: 29 يناير 1966 تاريخ السحب: 31 ديسمبر 1968 الطول: 38 مليمتر الارتفاع: 45 مليمتر التسنين: تثقيب ½11 الرسام: جورج لو بواتفين الطابع: |  | الوصف الطابع الأعلى قيمة في السلسلة، يصور شابتين فولانيتين في رسم صخري يمجد الجمال الأنثوي الأسطوري في العصر الحجري الحديث. يُبرز هذا الرسم أهمية المرأة في الرمزية الدينية والاجتماعية آنذاك. صدر يوم 29 يناير 1966، بقيمة 3.00 دج، بعدد 500,000 نسخة. |

| 066 |  | الحرف القبايلية - الفخار القيمة الاسمية: 0٫40 دينار جزائري الكمية المطبوعة: 500٬000 طابع بريد تاريخ الإصدار: 26 فبراير 1966 تاريخ السحب: 31 ديسمبر 1968 الطول: 22 مليمتر الارتفاع: 36 مليمتر التسنين: تثقيب 13 الرسام: علي علي خوجة الطابع: |  | الوصف صدر هذا الطابع في 26 فبراير 1966 بقيمة اسمية 0.40 دينار جزائري، ويُجسّد إحدى أهم الحرف التقليدية في منطقة القبائل، وهي صناعة الفخار اليدوي الذي يتميز بالمتانة والزخارف الهندسية بالألوان الدافئة. صمّمه علي خُضّار وطُبع في مطبعة البريد بباريس، بكمية 500,000 نسخة، وسُحب من التداول في 31 ديسمبر 1968. |

| 067 |  | الحرف القبايلية - النسيج القيمة الاسمية: 0٫50 دينار جزائري الكمية المطبوعة: 500٬000 طابع بريد تاريخ الإصدار: 26 فبراير 1966 تاريخ السحب: 31 ديسمبر 1968 الطول: 36 مليمتر الارتفاع: 22 مليمتر التسنين: تثقيب 13 الرسام: علي علي خوجة الطابع: |  | الوصف يُبرز هذا الطابع مشهدًا من فن النسيج القبائلي، خاصة ما يُعرف بـ"الحايك" أو الزرابي المزينة بالرموز الأمازيغية. صُدر يوم 26 فبراير 1966 بقيمة 0.50 دج، ويعكس الارتباط الرمزي بين الألوان والزخارف والهوية الثقافية. طُبع بعدد 500,000 نسخة وسُحب في 31 ديسمبر 1968. |

| 068 |  | الحرف القبايلية - المجوهرات القيمة الاسمية: 0٫70 دينار جزائري الكمية المطبوعة: 500٬000 طابع بريد تاريخ الإصدار: 26 فبراير 1966 تاريخ السحب: 31 ديسمبر 1968 الطول: 22 مليمتر الارتفاع: 36 مليمتر التسنين: تثقيب 13 الرسام: علي علي خوجة الطابع: |  | الوصف الطابع الأعلى قيمة في السلسلة، يُظهر حليًّا تقليديًّا قبائليًّا مصنوعًا من الفضة والمرجان. يُمثل هذا الطابع جانبًا فنيًا مهمًا من التراث الأمازيغي ويعكس رمزية الحلي في الحياة الاجتماعية. صُدر في 26 فبراير 1966، بقيمة 0.70 دج، بطباعة 500,000 نسخة، وسُحب في 31 ديسمبر 1968. |

| 069 |  | اليوم العالمي للأرصاد الجوية القيمة الاسمية: 1 دينار جزائري الكمية المطبوعة: 500٬000 طابع بريد تاريخ الإصدار: 26 مارس 1966 تاريخ السحب: 31 ديسمبر 1968 الطول: 36 مليمتر الارتفاع: 22 مليمتر التسنين: تثقيب 13 الرسام: علي علي خوجة الطابع: |  | الوصف صدر هذا الطابع في 26 مارس 1966 بقيمة 1.00 دينار جزائري، تخليداً لتأسيس المنظمة العالمية للأرصاد الجوية، وهي هيئة تابعة للأمم المتحدة تعنى بمراقبة المناخ والطقس على المستوى العالمي. يظهر على الطابع رمز الغلاف الجوي ومؤشر التنبؤات الجوية، تخليداً لموضوع سنة 1966 "المراقبة الجوية العالمية". صمّمه علي خُضّار وطُبع في مطبعة البريد بباريس، بكمية 500,000 نسخة، وتم سحبه من التداول في 31 ديسمبر 1968. |

| 070 |  | محو الأمية، شرط للتنمية 0.30 دج القيمة الاسمية: 0٫30 دينار جزائري الكمية المطبوعة: 1٬000٬000 طابع بريد تاريخ الإصدار: 30 أبريل 1966 تاريخ السحب: 31 ديسمبر 1968 الطول: 22 مليمتر الارتفاع: 36 مليمتر التسنين: تثقيب 13 الرسام: الطابع: |  | الوصف صدر هذا الطابع في 30 أبريل 1966 بقيمة اسمية 0.30 دينار جزائري، ويُظهر رمزياً جهود الجزائر المستقلة في مكافحة الأمية، من خلال مشهد كتاب مفتوح، تعبيرًا عن أهمية التعليم كوسيلة لتحقيق التنمية الوطنية. صممه م. كحلات، وطُبع في مطبعة البريد بباريس، بعدد 1,000,000 نسخة، وسُحب من التداول في 31 ديسمبر 1968. |

| 071 |  | محو الأمية، شرط للتنمية 0.60 دج القيمة الاسمية: 0٫60 دينار جزائري الكمية المطبوعة: 500٬000 طابع بريد تاريخ الإصدار: 30 أبريل 1966 تاريخ السحب: 31 ديسمبر 1968 الطول: 22 مليمتر الارتفاع: 36 مليمتر التسنين: تثقيب 13 الرسام: الطابع: |  | الوصف طابع تكميلي صدر بنفس التاريخ 30 أبريل 1966، بقيمة 0.60 دج، ويُظهر مشهدًا كتاب مفتوح، في إشارة إلى البرامج التعليمية ومراكز محو الأمية التي أنشأتها الجزائر بعد الاستقلال، خصوصًا في المناطق الصناعية والزراعية. من تصميم بوطبة، وطُبع بعدد 500,000 نسخة، وسُحب في 31 ديسمبر 1968. |

| 072 |  | منظمة الصحة العالمية - المبنى الجديد 0.30 دج القيمة الاسمية: 0٫30 دينار جزائري الكمية المطبوعة: 1٬000٬000 طابع بريد تاريخ الإصدار: 28 مايو 1966 تاريخ السحب: 31 ديسمبر 1968 الطول: 36 مليمتر الارتفاع: 26 مليمتر التسنين: تثقيب 13 الرسام: الطابع: |  | الوصف صدر هذا الطابع في 28 مايو 1966 بقيمة 0.30 دينار جزائري، ويظهر فيه مبنى المقر الجديد لمنظمة الصحة العالمية في جنيف، الذي صُمم إثر مسابقة معمارية دولية. الطابع يخلد الدور الإنساني والصحي للمنظمة التي تأسست في 7 أبريل 1948، والتي تهدف إلى رفع مستوى الصحة لجميع الشعوب. من تصميم ب. عزوز وطُبع في مطبعة البريد بباريس، بكمية 1,000,000 نسخة، وسُحب من التداول في 31 ديسمبر 1968. |

| 073 |  | منظمة الصحة العالمية - المبنى الجديد 0.60 دج القيمة الاسمية: 0٫60 دينار جزائري الكمية المطبوعة: 500٬000 طابع بريد تاريخ الإصدار: 28 مايو 1966 تاريخ السحب: 31 ديسمبر 1968 الطول: 36 مليمتر الارتفاع: 26 مليمتر التسنين: تثقيب 13 الرسام: الطابع: |  | الوصف طابع مكمّل للسلسلة، صدر في نفس اليوم 28 مايو 1966، بقيمة 0.60 دج. يتميز بلون مختلف ويعكس نفس الموضوع المتعلق بالمقر الجديد للمنظمة في جنيف. يعبر عن دعم الجزائر للتعاون الصحي العالمي وجهود تحسين الصحة العامة. طُبع بنفس المطبعة، بكمية 500,000 نسخة، وسُحب في 31 ديسمبر 1968. |

| 074 |  | ثلاثينية الكشافة المسلمين 0.30 دج القيمة الاسمية: 0٫30 دينار جزائري الكمية المطبوعة: 1٬000٬000 طابع بريد تاريخ الإصدار: 23 يوليو 1966 تاريخ السحب: 31 ديسمبر 1968 الطول: 22 مليمتر الارتفاع: 36 مليمتر التسنين: تثقيب ¼12 الرسام: محمد بوزيد الطابع: |  | الوصف صدر هذا الطابع في 23 يوليو 1966 بقيمة اسمية 0.30 دينار جزائري، لإحياء الذكرى الثلاثين لتأسيس الكشافة الإسلامية الجزائرية على يد محمد بوراس. يعكس الطابع رمزًا من رموز الكفاح الوطني الذي ارتبط بالحركة الكشفية كرافد للتربية الوطنية والدينية. صمّمه م. بوزيد وطُبع بعدد 1,000,000 نسخة، وسُحب من التداول في 31 ديسمبر 1968. |

| 075 |  | ثلاثينية الكشافة المسلمين 1 دج القيمة الاسمية: 1 دينار جزائري الكمية المطبوعة: 1٬000٬000 طابع بريد تاريخ الإصدار: 23 يوليو 1966 تاريخ السحب: 31 ديسمبر 1968 الطول: 22 مليمتر الارتفاع: 36 مليمتر التسنين: تثقيب ¼12 الرسام: محمد بوزيد الطابع: |  | الوصف صدر هذا الطابع التكميلي بنفس التاريخ 23 يوليو 1966، بقيمة 1.00 دج، ويخلد استضافة الجزائر لأول مرة لمؤتمر التخييم السكوتي العربي، وهو تجمع كشفي عربي تأسس منذ 1954. يُظهر التصميم شعارات كشفية ورايات رمزية لوحدة العالم العربي من خلال الكشافة. نفس المصمم م. بوزيد وعدد النسخ 1,000,000 نسخة، وسُحب من التداول في 31 ديسمبر 1968. |

| 076 |  | يوم المجاهد ٠٫٣٠ + ٠٫١٠ دج القيمة الاسمية: 0٫4 دينار جزائري الكمية المطبوعة: 1٬000٬000 طابع بريد تاريخ الإصدار: 20 أغسطس 1966 تاريخ السحب: 31 ديسمبر 1968 الطول: 23 مليمتر الارتفاع: 32٫5 مليمتر التسنين: تثقيب ½11 الرسام: محمد راسم الطابع: |  | الوصف صدر هذا الطابع في 20 أغسطس 1966، بقيمة 0.30 + 0.10 دينار جزائري، تخليدًا للذكرى العاشرة ليوم المجاهد، الذي يوافق 20 أوت، ويجمع بين ذكرى هجوم الشمال القسنطيني عام 1955 ومؤتمر الصومام عام 1956. التصميم يصوّر مشهدًا ثوريًا يرمز لنضال الشعب الجزائري من أجل الاستقلال. من إنجاز محمد راسم، بعدد نسخ 1,000,000، وسُحب في 31 ديسمبر 1968. |

| 077 |  | يوم المجاهد ٠٫٩٥ + ٠٫١٠ دج القيمة الاسمية: 1٫05 دينار جزائري الكمية المطبوعة: 500٬000 طابع بريد تاريخ الإصدار: 20 أغسطس 1966 تاريخ السحب: 31 ديسمبر 1968 الطول: 23 مليمتر الارتفاع: 32٫5 مليمتر التسنين: تثقيب ½11 الرسام: محمد راسم الطابع: |  | الوصف صدر في نفس التاريخ 20 أغسطس 1966، بقيمة 0.95 + 0.10 دج، ويُظهر تصميمًا مماثلًا لكن بدرجة تلوين مختلفة وقيمة أعلى، يُخصص عادة للمراسلات الخارجية أو الرسمية. الطابع من نفس الفنان محمد راسم، وبلغت طبعته 500,000 نسخة، وسُحب في 31 ديسمبر 1968. |

| 078 |  | مجزرة دير ياسين القيمة الاسمية: 0٫30 دينار جزائري الكمية المطبوعة: 500٬000 طابع بريد تاريخ الإصدار: 24 سبتمبر 1966 تاريخ السحب: 15 سبتمبر 1970 الطول: 26 مليمتر الارتفاع: 36 مليمتر التسنين: تثقيب ½10 الرسام: شكري مصلي الطابع: |  | الوصف صدر هذا الطابع في 24 سبتمبر 1966 بقيمة اسمية 0.30 دينار جزائري، إحياءً لذكرى مذبحة دير ياسين، التي وقعت في 9 أبريل 1948 على يد الميليشيات الصهيونية (الأرغون وشتيرن) وأسفرت عن مقتل عشرات المدنيين الفلسطينيين من النساء والأطفال والشيوخ. الطابع صممه شكري مصلي، وتمت طباعته في مطبعة بنك الجزائر، بعدد 500,000 نسخة، وسُحب من التداول في 15 سبتمبر 1970. |

| 079 |  | الأمير عبد القادر - صورة 0.30 دج القيمة الاسمية: 0٫30 دينار جزائري الكمية المطبوعة: 41٬000٬000 طابع بريد تاريخ الإصدار: 1 نوفمبر 1966 تاريخ السحب: 29 يونيو 1968 الطول: 23 مليمتر الارتفاع: 32 مليمتر التسنين: تثقيب ½11 الرسام: محمد راسم الطابع: |  | الوصف صدر هذا الطابع في 1 نوفمبر 1966، بقيمة 0.30 دينار جزائري، بمناسبة نقل رفات الأمير عبد القادر إلى الجزائر ودفنه في مقبرة العالية في العاصمة. يُظهر الطابع بورتريهًا تاريخيًا للأمير، تكريمًا لنضاله الوطني والديني ضد الاستعمار الفرنسي. من تصميم محمد راسم، بعدد قياسي بلغ 4,000,000 نسخة، وسُحب من التداول في 26 سبتمبر 1968. |

| 080 |  | الأمير عبد القادر - صورة 0.95 دج القيمة الاسمية: 0٫95 دينار جزائري الكمية المطبوعة: 2٬000٬000 طابع بريد تاريخ الإصدار: 1 نوفمبر 1966 تاريخ السحب: 17 نوفمبر 1971 الطول: 23 مليمتر الارتفاع: 32 مليمتر التسنين: تثقيب ½11 الرسام: محمد راسم الطابع: |  | الوصف طابع تكميلي صدر بنفس المناسبة في 1 نوفمبر 1966، بقيمة 0.95 دينار جزائري، يُخصص عادة للمراسلات الخارجية أو الرسمية. الطابع من تصميم محمد راسم أيضًا، طُبع بكمية 2,000,000 نسخة، وسُحب من التداول في 6 نوفمبر 1971. |

| 081 |  | الذكرى العشرون لليونسكو القيمة الاسمية: 1 دينار جزائري الكمية المطبوعة: 500٬000 طابع بريد تاريخ الإصدار: 19 نوفمبر 1966 تاريخ السحب: 15 سبتمبر 1970 الطول: 26 مليمتر الارتفاع: 36 مليمتر التسنين: تثقيب ¼10 الرسام: علي علي خوجة الطابع: |  | الوصف صدر هذا الطابع في 19 نوفمبر 1966 بقيمة اسمية 1.00 دينار جزائري، تخليدًا للذكرى العشرين لتأسيس منظمة اليونسكو. يُبرز التصميم مبادئ التعليم والثقافة بوصفها أدوات للسلام والتنمية العالمية، ويعكس انضمام الجزائر إلى المنظمة سنة 1962 وانخراطها في برامج محو الأمية والتعاون الثقافي. الطابع من تصميم علي علي خوجة، وطُبع في مطبعة بنك الجزائر، بكمية 500,000 نسخة، وسُحب من التداول في 15 سبتمبر 1970. |

| 082 |  | المنمنمات الجزائرية - فارس القيمة الاسمية: 1 دينار جزائري الكمية المطبوعة: 1٬000٬000 طابع بريد تاريخ الإصدار: 17 ديسمبر 1966 تاريخ السحب: 15 سبتمبر 1970 الطول: 33 مليمتر الارتفاع: 48 مليمتر التسنين: تثقيب ½11 الرسام: محمد راسم الطابع: |  | الوصف صدر هذا الطابع في 17 ديسمبر 1966، بقيمة اسمية 1.00 دج، ويُجسد شخصية الفارس الجزائري كمزيج من القوة والكرامة والحرية، في مشهد مُلون مستوحى من المنمنمات الكلاسيكية التي رسمها الفنان محمد راسم. بعدد 1,000,000 نسخة، وسحب من التداول في 15 سبتمبر 1970. |

| 083 |  | المنمنمات الجزائرية - عروس تتزين القيمة الاسمية: 1٫50 دينار جزائري الكمية المطبوعة: 500٬000 طابع بريد تاريخ الإصدار: 17 ديسمبر 1966 تاريخ السحب: 15 سبتمبر 1970 الطول: 33 مليمتر الارتفاع: 48 مليمتر التسنين: تثقيب ½11 الرسام: محمد راسم الطابع: |  | الوصف طابع من نفس السلسلة، صدر بنفس التاريخ 17 ديسمبر 1966، بقيمة 1.50 دج، يُصوّر مشهدًا أنثويًا مفعمًا بالألوان لتجهيز العروس في المجتمع الجزائري التقليدي، مع إبراز الثياب المطرزة والتفاصيل الدقيقة. بعدد 500,000 نسخة. |

| 084 |  | المنمنمات الجزائرية - بارباروس أمام دار البحرية القيمة الاسمية: 2 دينار جزائري الكمية المطبوعة: 500٬000 طابع بريد تاريخ الإصدار: 17 ديسمبر 1966 تاريخ السحب: 15 سبتمبر 1970 الطول: 33 مليمتر الارتفاع: 48 مليمتر التسنين: تثقيب ½11 الرسام: محمد راسم الطابع: |  | الوصف صدر هذا الطابع في 17 ديسمبر 1966، بقيمة 2.00 دج، ويخلد شخصية خير الدين بربروس، البحار العثماني الشهير الذي كان له دور محوري في تاريخ الجزائر البحري. التصميم يمزج بين الطابع الأسطوري والواقعي. من تصميم محمد راسم، بعدد 500,000 نسخة. |